# TVB Pearl
TVB Pearl (無綫電視明珠台) è una rete televisiva di Hong Kong, che trasmette principalmente in lingua inglese. Insieme a ATV World, TVB Pearl è uno dei due unici servizi televisivi gratuiti. Fondata il 19 settembre 1967, TVB Pearl è diffusa gratuitamente ad oltre 2,1 milioni di famiglie in Hong Kong. È di proprietà della Television Broadcasts Limited, ed insieme al canale affiliato in cantonese TVB Jade, è trasmesso da TVB City al 77 Chun Choi Street di Tseung Kwan O Industrial Estate a Tseung Kwan O.
A parte l'utilizzo dell'inglese al posto del cantonese, la programmazione di TVB Pearl differisce da quella di TVB Jade nel fornire trasmissioni più seriose, come documentari e notiziari, e durante gli orari di massimo ascolto, è molto più dipendente dalle serie televisive e dai film di provenienza straniera. Occasionalmente, anche TVB Pearl trasmette programmi in altre lingue (benché di solito ben al di fuori dagli orari di maggiore ascolto), come il cinese, giapponese ed il coreano.